# Sigma-Klasse
Die Sigma-Klasse ist eine Korvetten-Klasse der Niederländischen Damen Shipyards Group. Sie sind ähnlich wie die deutsche Braunschweig-Klasse zwischen dem Schnellboot und der Fregatte konzipiert.
Das Design der Sigma-Korvetten ist so konzipiert, dass sie modular nach den Bedürfnissen der Kunden aufgebaut werden können. Dafür sind sowohl der Rumpf als auch die Waffensysteme in Komponenten aufgeteilt, die ja nach Bestellung eingebaut werden können. Die Bezeichnung Sigma (Ship Integrated Geometrical Modularity Approach, Englisch in etwa schiffintegrierter, geometrischer, modularer Aufbau) steht dafür Pate. So bedeutet die Klassifizierung SIGMA 9113, dass das Schiff 91 Meter lang und 13 Meter breit ist.

## Geschichte

### Indonesien
Die indonesische Variante basiert auf dem Typ Sigma 9113-Design. Der Bau der ersten Einheit, KRI Diponegoro, begann im Oktober 2004. Am 16. September 2006 wurde sie getauft und am 2. Juli 2007 in den Dienst übernommen.
Die Option für zwei weitere Einheiten wurde im Januar 2006 in Anspruch genommen, wobei die erste Einheit am 3. April 2006, auf der Damen-Werft in Vlissingen auf Kiel gelegt wurde.
Am 28. August 2007 wurde bekannt, dass Indonesien Probleme bei der Beschaffung der Exocet-Raketen hat und dass geplant wurde, die Schiffe auf chinesische C-802 Seezielflugkörper umzurüsten.
Im Dezember 2012 unterzeichnete Indonesien mit Damen Schelde Naval Shipbuilding einen Vertrag zu Bau der ersten Sigma 10514 Fregatte. Der Vertrag zum Bau der zweiten Fregatte wurde am 14. Februar 2013 unterschrieben. Die Kiellegung des ersten Schiffes fand am 15. Januar 2014 statt.

### Marokko
Am 6. Februar 2008 unterzeichnete Marokko einen Vertrag über zwei SIGMA 9813-Korvetten und eine SIGMA 10513-Fregatte mit einem Gesamtbudget von 1,2 Milliarden US-$.
Zudem wurde am 1. April 2008 ein Vertrag mit Thales über die Lieferung von elektronischen Systemen, Kommando- und Kontrollsystemen wie über Sensoren geschlossen. Das Paket enthält das TACTICOS-Kampfmanagementsystem, SMART-S Mk2 Überwachungs- und LIROD Mk2-Zielbeleuchtungsradar, Thales KINGKLIP-Sonar, IFF-Systeme, Kommunikationssysteme, das ESM-System VIGILE, das ECM-System SCORPION sowie Navigationssysteme geschlossen.

## Variante

### SIGMA 10514
- Abmessung: 
  - Länge: 105,11 m
  - Breite: 13,02 m
  - Tiefgang: 3,75 m
  - Verdrängung: 2335 (t)
- Antrieb: 2 × Dieselmotoren mit 8910 kW max. auf zwei Wellen
  - Geschwindigkeit: 26 Knoten
  - Reichweite: 4000 NM bei 18 Knoten
- Besatzung: 110

### SIGMA 9813
- Abmessung: 
  - Länge: 97,91 m
  - Breite: 13,02 m
  - Tiefgang: 3,75 m
  - Verdrängung: 2075 ts
- Antrieb: 2 × Dieselmotoren mit 8910 kW max. auf zwei Wellen
  - Geschwindigkeit: 26 Knoten
  - Reichweite: 4000 NM bei 18 Knoten
- Besatzung: 91

## Einheiten
Indonesien
| Kennung                          | Name                           | Kiellegung                     | Stapellauf                     | Indienststellung               | Bemerkungen                    |
| Diponegoro-Klasse (SIGMA 9113)   | Diponegoro-Klasse (SIGMA 9113) | Diponegoro-Klasse (SIGMA 9113) | Diponegoro-Klasse (SIGMA 9113) | Diponegoro-Klasse (SIGMA 9113) | Diponegoro-Klasse (SIGMA 9113) |
| -------------------------------- | ------------------------------ | ------------------------------ | ------------------------------ | ------------------------------ | ------------------------------ |
| 365                              | KRI Diponegoro                 | 24. März 2005                  | 16. September 2006             | 5. Juli 2007                   | aktiv                          |
| 366                              | KRI Hasanuddin                 | 24. März 2005                  | 16. September 2006             | 24. November 2007              | aktiv                          |
| 367                              | KRI Sultan Iskandar Muda       | 8. Mai 2006                    | 24. November 2007              | 18. Oktober 2008               | aktiv                          |
| 368                              | KRI Frans Kaisiepo             | 8. Mai 2006                    | 28. Juni 2008                  | 7. März 2009                   | aktiv                          |
| Martadinata-Klasse (SIGMA 10514) |                                |                                |                                |                                |                                |
| 331                              | KRI Raden Eddy Martadinata     | 16. April 2014                 | 18. Januar 2016                | 7. April 2017                  | aktiv                          |
| 332                              | KRI I Gusti Ngurah Rai         | 18. Januar 2016                | 29. September 2016             | 10. Januar 2018                | aktiv                          |

 Marokko
| Kennung     | Name                 | Kiellegung     | Stapellauf   | Indienststellung | Bemerkungen |
| SIGMA 10513 | SIGMA 10513          | SIGMA 10513    | SIGMA 10513  | SIGMA 10513      | SIGMA 10513 |
| ----------- | -------------------- | -------------- | ------------ | ---------------- | ----------- |
| 613         | Tarik Ben Ziyad      | September 2009 | Oktober 2011 | August 2011      | aktiv       |
| SIGMA 9813  |                      |                |              |                  |             |
| 614         | Sultan Moulay Ismail | 15. April 2009 | August 2010  | März 2012        | aktiv       |
| 615         | Allal Ben Abdellah   | März 2009      | März 2011    | August 2012      | aktiv       |

 Mexiko
| Kennung     | Name           | Kiellegung      | Stapellauf        | Indienststellung | Bemerkungen |
| SIGMA 10514 | SIGMA 10514    | SIGMA 10514     | SIGMA 10514       | SIGMA 10514      | SIGMA 10514 |
| ----------- | -------------- | --------------- | ----------------- | ---------------- | ----------- |
| 101         | ARM Reformador | 17. August 2017 | 23. November 2018 | 6. Februar 2020  | aktiv       |